# 북위 21도
북위 21도는 적도로부터 북쪽으로 21도 떨어진 위선이다. 아프리카, 아시아, 인도양, 태평양, 북아메리카, 카리브해, 대서양을 지난다.
이 위도에서의 일조시간은 하지일 때 13시간 25분, 동지일 때 10시간 51분이다.

## 지나가는 지역
북위 21도선은 본초 자오선에서 동쪽 방향으로 다음 지역들을 지나간다.
| 좌표                                                    | 국가·지역·해역                                                                 | 비고                                                         |
| ------------------------------------------------------- | ------------------------------------------------------------------------------ | ------------------------------------------------------------ |
| 북위 21° 0′ 동경 0° 0′  / 북위 21.000° 동경 0.000°      | 말리                                                                           |                                                              |
| 북위 21° 0′ 동경 1° 11′  / 북위 21.000° 동경 1.183°     | 알제리                                                                         |                                                              |
| 북위 21° 0′ 동경 7° 42′  / 북위 21.000° 동경 7.700°     | 니제르                                                                         |                                                              |
| 북위 21° 0′ 동경 15° 36′  / 북위 21.000° 동경 15.600°   | 차드                                                                           |                                                              |
| 북위 21° 0′ 동경 21° 5′  / 북위 21.000° 동경 21.083°    | [[파일:{{{국기그림-과도정부}}}\|22x20px\|border \|리비아\|링크=리비아]] 리비아 |                                                              |
| 북위 21° 0′ 동경 25° 0′  / 북위 21.000° 동경 25.000°    | 수단                                                                           |                                                              |
| 북위 21° 0′ 동경 37° 7′  / 북위 21.000° 동경 37.117°    | 인도양                                                                         | 홍해                                                         |
| 북위 21° 0′ 동경 39° 17′  / 북위 21.000° 동경 39.283°   | 사우디아라비아                                                                 |                                                              |
| 북위 21° 0′ 동경 55° 20′  / 북위 21.000° 동경 55.333°   | 오만                                                                           |                                                              |
| 북위 21° 0′ 동경 58° 48′  / 북위 21.000° 동경 58.800°   | 인도양                                                                         | 아라비아해                                                   |
| 북위 21° 0′ 동경 70° 14′  / 북위 21.000° 동경 70.233°   | 인도                                                                           | 구자라트주 - 카티아와르 반도                                 |
| 북위 21° 0′ 동경 71° 40′  / 북위 21.000° 동경 71.667°   | 인도양                                                                         | 캄바트만                                                     |
| 북위 21° 0′ 동경 72° 44′  / 북위 21.000° 동경 72.733°   | 인도                                                                           | 구자라트주 마하라슈트라주 차티스가르주 오디샤주              |
| 북위 21° 0′ 동경 86° 53′  / 북위 21.000° 동경 86.883°   | 인도양                                                                         | 벵골만                                                       |
| 북위 21° 0′ 동경 92° 11′  / 북위 21.000° 동경 92.183°   | 방글라데시                                                                     |                                                              |
| 북위 21° 0′ 동경 92° 16′  / 북위 21.000° 동경 92.267°   | 미얀마                                                                         |                                                              |
| 북위 21° 0′ 동경 100° 33′  / 북위 21.000° 동경 100.550° | 라오스                                                                         |                                                              |
| 북위 21° 0′ 동경 103° 4′  / 북위 21.000° 동경 103.067°  | 베트남                                                                         | 하노이                                                       |
| 북위 21° 0′ 동경 107° 50′  / 북위 21.000° 동경 107.833° | 태평양                                                                         | 베트남 통킹만 - 웨이저우섬(涠洲岛, 중화인민공화국) 남쪽 통과 |
| 북위 21° 0′ 동경 109° 41′  / 북위 21.000° 동경 109.683° | 중화인민공화국                                                                 | 광둥성 - 레이저우반도와 둥하이 섬                            |
| 북위 21° 0′ 동경 110° 31′  / 북위 21.000° 동경 110.517° | 남중국해                                                                       | 필리핀 마부디스 섬 남쪽 통과                                 |
| 북위 21° 0′ 동경 121° 56′  / 북위 21.000° 동경 121.933° | 태평양                                                                         | 미국 하와이주 몰로카이섬과 라나이섬 사이를 통과              |
| 북위 21° 0′ 서경 156° 40′  / 북위 21.000° 서경 156.667° | 미국                                                                           | 하와이주 마우이섬                                            |
| 북위 21° 0′ 서경 156° 33′  / 북위 21.000° 서경 156.550° | 태평양                                                                         |                                                              |
| 북위 21° 0′ 서경 105° 20′  / 북위 21.000° 서경 105.333° | 멕시코                                                                         | 과나후아토주 - 레온 남쪽 통과                                |
| 북위 21° 0′ 서경 97° 19′  / 북위 21.000° 서경 97.317°   | 멕시코만                                                                       | 캄페체만                                                     |
| 북위 21° 0′ 서경 90° 20′  / 북위 21.000° 서경 90.333°   | 멕시코                                                                         | 유카탄 반도 - 메리다 북쪽을 통과                             |
| 북위 21° 0′ 서경 86° 49′  / 북위 21.000° 서경 86.817°   | 카리브해                                                                       |                                                              |
| 북위 21° 0′ 서경 79° 13′  / 북위 21.000° 서경 79.217°   | 쿠바                                                                           |                                                              |
| 북위 21° 0′ 서경 79° 10′  / 북위 21.000° 서경 79.167°   | 카리브해                                                                       |                                                              |
| 북위 21° 0′ 서경 78° 26′  / 북위 21.000° 서경 78.433°   | 쿠바                                                                           |                                                              |
| 북위 21° 0′ 서경 75° 34′  / 북위 21.000° 서경 75.567°   | 대서양                                                                         |                                                              |
| 북위 21° 0′ 서경 73° 42′  / 북위 21.000° 서경 73.700°   | 바하마                                                                         | 이나과섬                                                     |
| 북위 21° 0′ 서경 73° 8′  / 북위 21.000° 서경 73.133°    | 대서양                                                                         | 터크스 케이커스 제도                                         |
| 북위 21° 0′ 서경 17° 3′  / 북위 21.000° 서경 17.050°    | 서사하라                                                                       | 모로코가 실효지배                                            |
| 북위 21° 0′ 서경 17° 2′  / 북위 21.000° 서경 17.033°    | 모리타니                                                                       | 라스누아디부 반도                                            |
| 북위 21° 0′ 서경 17° 0′  / 북위 21.000° 서경 17.000°    | 대서양                                                                         |                                                              |
| 북위 21° 0′ 서경 16° 50′  / 북위 21.000° 서경 16.833°   | 모리타니                                                                       |                                                              |
| 북위 21° 0′ 서경 6° 6′  / 북위 21.000° 서경 6.100°      | 말리                                                                           |                                                              |

## 같이 보기
- 북위 20도
- 북위 22도